# Charaxes chloroticus
Charaxes chloroticus är en fjärilsart som beskrevs av Hans Ferdinand Emil Julius Stichel 1899. Charaxes chloroticus ingår i släktet Charaxes och familjen praktfjärilar. Inga underarter finns listade i Catalogue of Life.